# إدارة المياه

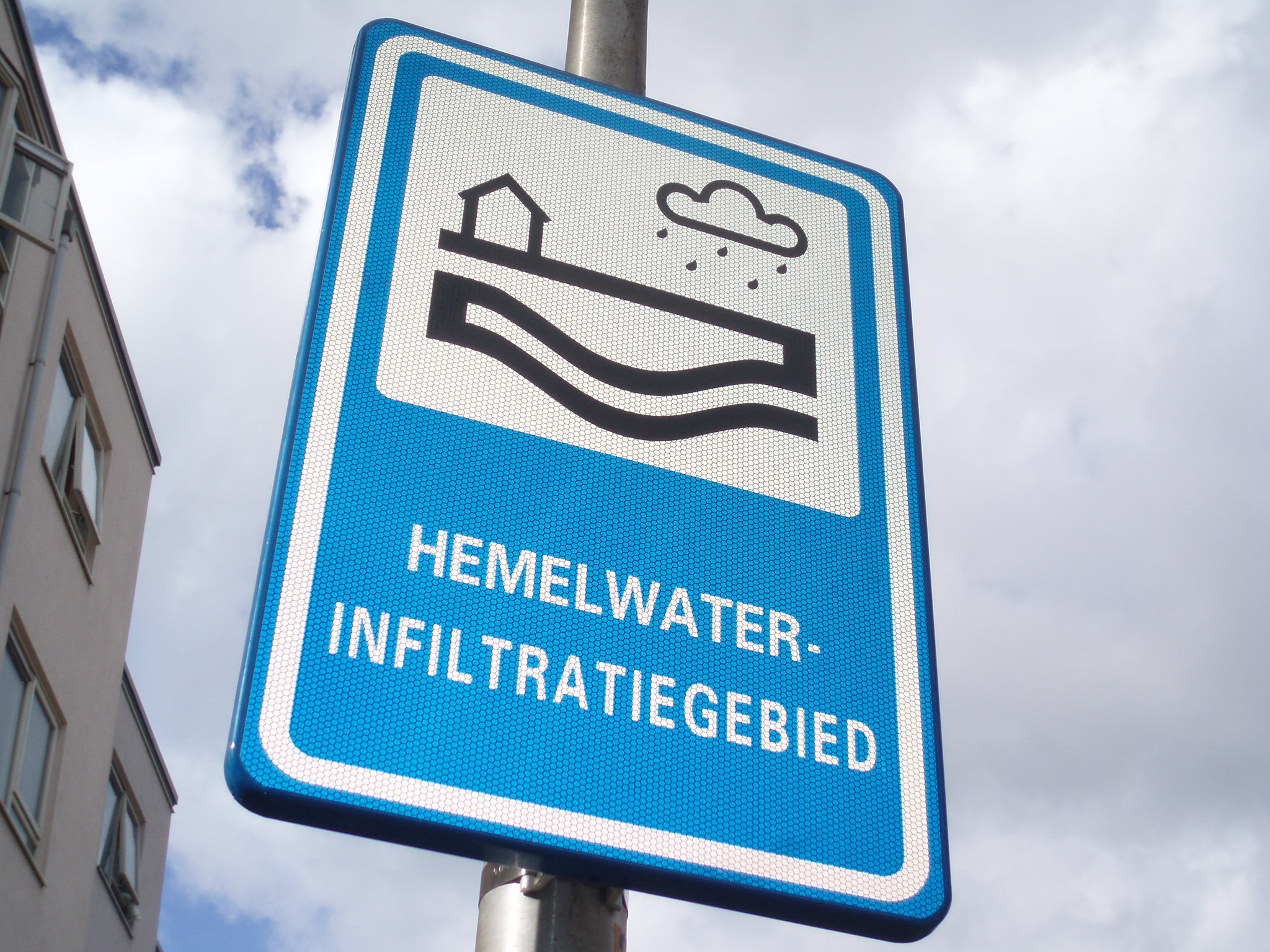

إدارة الموارد المائية هي نشاط تخطيط وتطوير وتوزيع وإدارة الاستخدام الأمثل للموارد المائية. إنها مجموعة فرعية من إدارة دورة المياه. من الناحية المثالية، يراعي تخطيط إدارة الموارد المائية جميع الطلبات المتنافسة على المياه ويسعى إلى تخصيص المياه على أساس عادل لتلبية جميع الاستخدامات والطلبات. كما هو الحال مع إدارة الموارد الأخرى، نادرًا ما يكون ذلك ممكنًا عمليًا.

## نظرة عامة
تُعد المياه موردًا أساسيًا لجميع أشكال الحياة على الكوكب. تبلغ المياه العذبة ثلاثة بالمئة فقط من موارد المياه على الأرض وثلثي المياه العذبة محصورة في القمم الجليدية والأنهار الجليدية. و توجد واحد في المئة في مناطق نائية لا يمكن الوصول إليها والكثير من مياه الأمطار الموسمية والفيضانات لا يمكن استخدامها بسهولة. ومع تقدم الوقت، أصبحت المياه أكثر ندرة وأصبح الوصول إلى مياه نظيفة وآمنة للشرب محدودًا بين الدول. وفي الوقت الحالي، تستغل البشرية حوالي 0.08 في المائة فقط من المياه العذبة  في العالم مع تزايد الطلب للصرف الصحي والشرب والتصنيع والترفيه والزراعة. نظرًا للنسبة المئوية القليلة المتبقية من المياه، كان تحسين المياه العذبة التي تركناها من الموارد الطبيعية يمثل صعوبة مستمرة في عدة مواقع حول العالم.
يتم بذل الكثير من الجهد في إدارة الموارد المائية نحو الاستخدام الأمثل للمياه وتقليل التأثير البيئي لاستخدام المياه على البيئة الطبيعية. تستند ملاحظة المياه إلى الإدارة المتكاملة لموارد المياه كجزء لا يتجزأ من النظام البيئي، حيث تساعد كمية ونوعية النظام البيئي في تحديد طبيعة الموارد الطبيعية.
كمورد محدود، يفرض تزويد المياه تحديًا أحيانًا. يفترض هذا المشروع من قبل DESAFIO ( اختصارلإضفاء الطابع الديمقراطى على إدارة المياه و الصرف الصحى عن طريق وسائل الابتكار الاجتماعى- التقنى )، والذي تم تطويره على مدار 30 شهرًا وتمويله من قبل البرنامج الإطاري السابع للاتحاد الأوروبي للبحث والتطوير التكنولوجي والتظاهر. واجه هذا المشروع مهمة صعبة لتطوير المجالات: القضاء على عدم المساواة الاجتماعية الهيكلية في الوصول إلى خدمات لا غنى عنها في المياه والصحة العامة. عمل مهندسو DESAFIO على نظام معالجة المياه مع الطاقة الشمسية والفلاتر التي توفر مياه نظيفة لمجتمع فقير جدًا في ولاية ميناس جيرايس.
تتطلب الإدارة الناجحة لأي موارد معرفة دقيقة بالموارد المتاحة، والاستخدامات التي قد يتم وضعها، والمطالب المتنافسة على الموارد، والتدابير والعمليات لتقييم أهمية وقيمة المطالب والآليات المتنافسة لترجمة القرارات السياسة إلى أفعال على الأرض.
بالنسبة للمياه كمورد، فإن هذا أمر صعب للغاية لأن مصادر المياه يمكن أن تعبر العديد من الحدود الوطنية وتشمل استخدامات المياه العديد من الصعوبات التي يصعب تحديد قيمتها المالية، وربما يصعب إدارتها من الناحية التقليدية. وتشمل الأمثلة على ذلك الأنواع النادرة أو النظم البيئية أو القيمة طويلة الأجل لاحتياطيات المياه الجوفية القديمة.

## الزراعة
تعد الزراعة أكبر مستخدم لموارد المياه العذبة في العالم، حيث تستهلك 70٪. ومع ازدياد عدد سكان العالم، فإنها تستهلك المزيد من الغذاء (يتجاوز حاليا 6٪، ومن المتوقع أن تصل إلى 9٪ بحلول عام 2050)، وتتوسع الصناعات والتطورات الحضرية، كما تتطلب تجارة محاصيل الوقود الحيوي الناشئة حصة من موارد المياه العذبة، حيث أصبحت ندرة المياه قضية مهمة. تم إجراء تقييم لإدارة الموارد المائية في الزراعة في عام 2007 من قبل المعهد الدولي لإدارة المياه في سريلانكا لمعرفة ما إذا كان العالم يمتلك ما يكفي من الماء لتوفير الغذاء لسكانه المتزايديين أم لا. وقام بتقييم مدى توفر المياه للزراعة في الوقت الحاضر على نطاق عالمي وتحديد المواقع التي تعاني من ندرة المياه. ووجدت أن خُمس سكان العالم، أي أكثر من 1.2 مليار نسمة، يعيشون في مناطق تعانى من ندرة المياه المادية، حيث لا توجد مياه كافية لتلبية جميع مطالبهم. وهناك 1.6 مليار شخص آخر يعيشون في مناطق تعاني من ندرة المياه الاقتصادية، حيث يجعل عدم الاستثمار في المياه أو عدم كفاية القدرات البشرية صعوبة على السلطات لتلبية الطلب على المياه.
المطلوب في المستقبل، لكن استمرار إنتاج الأغذية والاتجاهات البيئية اليوم سيؤدي إلى أزمات في أجزاء كثيرة من العالم. فيما يتعلق بالإنتاج الغذائي، يستهدف البنك الدولي إنتاج الأغذية الزراعية وإدارة الموارد المائية باعتبارها قضية شاملة متزايدة تشجع على إجراء نقاش هام ومتزايد. مؤلفو كتاب Out of Water: من الوفرة إلى الندرة وكيفية حل مشاكل المياه في العالم، الذي وضع خطة من ست نقاط لحل مشاكل المياه في العالم. و هي 1) تحسين البيانات المتعلقة بالمياه ؛ 2) كنز البيئة. 3) إصلاح إدارة المياه ؛ 4) تنشيط استخدام المياه الزراعية. 5) إدارة الطلب العمراني والصناعي ؛ 6) تمكين الفقراء والنساء في إدارة الموارد المائية. لتجنب حدوث أزمة مياه عالمية، يتعين على المزارعين السعي لزيادة الإنتاج لتلبية الطلب المتزايد على الغذاء، في حين تجد الصناعة والمدن طرقًا لاستخدام المياه بشكل أكثر كفاءة.

## إدارة المياه في المناطق الحضرية
مع زيادة القدرة الاستيعابية للأرض بشكل كبير بسبب التقدم التكنولوجي، يحدث التوسع العمرانى في العصر الحديث بسبب الفرص الاقتصادية. يحدث هذا التوسع العمرانى السريع في جميع أنحاء العالم ولكن في الغالب يحدث في الاقتصادات الصاعدة الجديدة والبلدان النامية. تنمو المدن في إفريقيا وآسيا بشكل أسرع في 28 مدينة من بين 39 مدينة كبيرة (مدينة أو منطقة حضرية تضم أكثر من 10 ملايين نسمة) في جميع أنحاء العالم في هذه الدول النامية. سيستمر عدد المدن الكبرى في الارتفاع ليصل إلى حوالي 50 في عام 2025. مع نمو الاقتصاد تعد ندرة المياه قضية شائعة ومنتشرة جدا.
تتضاءل موارد المياه العذبة العالمية في نصف الكرة الشرقي سواء في القطبين، ومع وجود معظم أشكال التنمية الحضرية، يعيش الملايين مع نقص المياه العذبة. وينتج ذلك عن طريق موارد المياه العذبة الملوثة، وموارد المياه الجوفية التي تتعرض للاستغلال المفرط، والقدرات غير المتكافئة للحصاد في المناطق الريفية المحيطة بها، وضعف نظم الإمداد بالماء والحفاظ عليها، وارتفاع كمية المياه غير الرسمية ونقص القدرات التقنية وإدارة المياه.
يجب أن تتنافس الزراعة مع مستخدمي الصناعة والمستخدمين البلديين للحصول على إمدادات المياه الأمنة في المناطق المحيطة بالمراكز الحضرية، بينما تتعرض مصادر المياه التقليدية للتلوث من خلال الجريان السطحي في المناطق الحضرية. وبما أن المدن توفر أفضل الفرص لبيع المنتجات، فغالباً ما لا يكون لدى المزارعين أي بديل لاستخدام المياه الملوثة لري محاصيلهم. اعتمادا على كيفية تطوير معالجة مياه الصرف الصحي في المدينة، يمكن أن يكون هناك مخاطر صحية كبيرة تتعلق باستخدام هذه المياه. حيث يمكن أن تحتوي مياه الصرف الصحي من المدن على خليط من الملوثات. تأتى مياه الصرف الصحي عادة من المطابخ والمراحيض مع جريان مياه الأمطار. هذا يعني أن الماء يحتوي عادة على مستويات مفرطة من المواد الغذائية والأملاح، فضلا عن مجموعة هائلة من مسببات الأمراض. قد توجد أيضًا معادن ثقيلة، إلى جانب آثار المضادات الحيوية والمواد المسببة لاختلال الغدد الصماء، مثل الأستروجين.
تميل دول العالم النامي إلى الحصول على أدنى مستويات معالجة مياه الصرف الصحي. في كثير من الأحيان، تكون المياه التي يستخدمها المزارعون لري المحاصيل ملوثة بمسببات الأمراض من مياه المجاري. ومسببات الأمراض الأكثر إثارة للقلق هي البكتيريا والفيروسات والديدان الطفيلية التي تؤثر بشكل مباشر على صحة المزارعين وتؤثر بشكل غير مباشر على المستهلكين إذا تناولوا المحاصيل الملوثة. وتشمل الأمراض الشائعة الإسهال، الذي يقتل 1.1 مليون شخص سنويا وهو ثاني أكثر الأسباب شيوعا لوفيات الرضع. يرتبط انتشار الكوليرا أيضا بإعادة استخدام المياه المستعملة سيئة المعالجة. وبالتالي، فإن الإجراءات التي تعمل على الحد من التلوث أو إزالته، لديها القدرة على إنقاذ عدد كبير من الأرواح وتحسين سبل المعيشة.حيث ظل العلماء يعملون على إيجاد طرق للحد من تلوث الأغذية باستخدام طريقة تسمى «نهج الحواجز المتعددة».
ويشمل ذلك تحليل عملية إنتاج الغذاء من زراعة المحاصيل إلى بيعها في الأسواق وتناولها، ثم التفكير في الأماكن التي من الممكن فيها خلق حاجز ضد التلوث. تشمل الحواجز: إدخال ممارسات ري أكثر أمانًا ؛ تعزيز معالجة مياه الصرف على مستوى الزراعة ؛ اتخاذ الإجراءات التي تسبب القضاء على مسببات الأمراض ؛ والغسيل الفعال للمحاصيل بعد الحصاد في الأسواق والمطاعم.

## نظام دعم القرار العمراني (UDSS)
نظام دعم اتخاذ القرار في المناطق الحضرية (UDSS) - هو جهاز لاسلكي مع تطبيق محمول يستخدم أجهزة استشعار ملحقة بأجهزة المياه في المساكن الحضرية لجمع البيانات حول استخدام المياه وهو مثال على إدارة المياه الحضرية المبنية على البيانات. وقد تم تطوير النظام باستثمار المفوضية الأوروبية بمبلغ 2.46 مليون يورو لتحسين سلوك استهلاك المياه للأسر المعيشية. معلومات حول كل آلية - غسالات الصحون، الدش، الغسالات، الصنابير - يتم تسجيلها لاسلكياً وإرسالها إلى تطبيق UDSS على الجهاز المحمول الخاص بالمستخدم. بعد ذلك تستطيع UDSS تحليل وإظهار مالكي المنازل الذين لديهم أجهزة تستخدم كمية كبيرة من المياه من أجل تقليل استخدام المياه، بدلاً من مجرد إعطاء رقم الاستخدام الكلي للمجموعة بأكملها والتي سوف تسمح للناس بإدارة استهلاكهم بشكل اقتصادى. يعتمد UDSS على الأبحاث الجامعية في مجال علوم الإدارة، في كلية الأعمال والاقتصاد بجامعة لوجبورج، ولا سيما نظام دعم القرار في قياس المياه المنزلية، بقيادة الدكتور ليلي يانغ.

## مستقبل الموارد المائية
إن أحد أكبر مخاوف مواردنا المائية في المستقبل هو استدامة تخصيص الموارد المائية الحالية وحتى المستقبلية. عندما تصبح المياه أكثر ندرة، فإن أهمية الطريقة التي تدار بها تنمو بشكل كبير. يعتبر إيجاد توازن بين ما يحتاجه البشر وما هو مطلوب في البيئة خطوة مهمة في استدامة الموارد المائية. وقد شوهدت محاولات إنشاء نظم مستدامة للمياه العذبة على المستوى الوطني في بلدان مثل أستراليا، وهذا الالتزام بالبيئة يمكن أن يقدم نموذجًا لبقية العالم.
يجب أن يستمر حقل إدارة الموارد المائية في التكيف مع القضايا الحالية والمستقبلية التي تواجه تخصيص المياه. ومع تزايد أوجه عدم اليقين في تغير المناخ العالمي والآثار الطويلة الأجل للإجراءات الإدارية، سيكون اتخاذ القرار أكثر صعوبة. من المحتمل أن يؤدي تغير المناخ المستمر إلى حالات لم يتم مواجهتها. ونتيجة لذلك، يتم السعي لتطبيق استراتيجيات إدارة بديلة لتجنب حدوث انتكاسات في تخصيص الموارد المائية.